# 尼高拔·桑治
尼高拔·桑治（Rigobert Song Bahanag，1976年7月1日—），是喀麦隆已退役职业足球运动员，现任喀麥隆國家足球隊主教练，亦是阿歷山大·桑治的叔父。
1994年的世界盃，他在對巴西隊的比賽中被判罰紅牌出場，成為世界盃史上最年輕的紅牌驅逐出場對象，時年十七歲。他退役前，主要是一名中后卫球員，但也可以客串右后卫。他曾代表國家隊踢了八屆非洲国家杯比赛（1996、1998、2000、2002、2004、2006、2008、2010年），號稱「八朝元老」。